# Zisterzienserinnenabtei Villers-Canivet

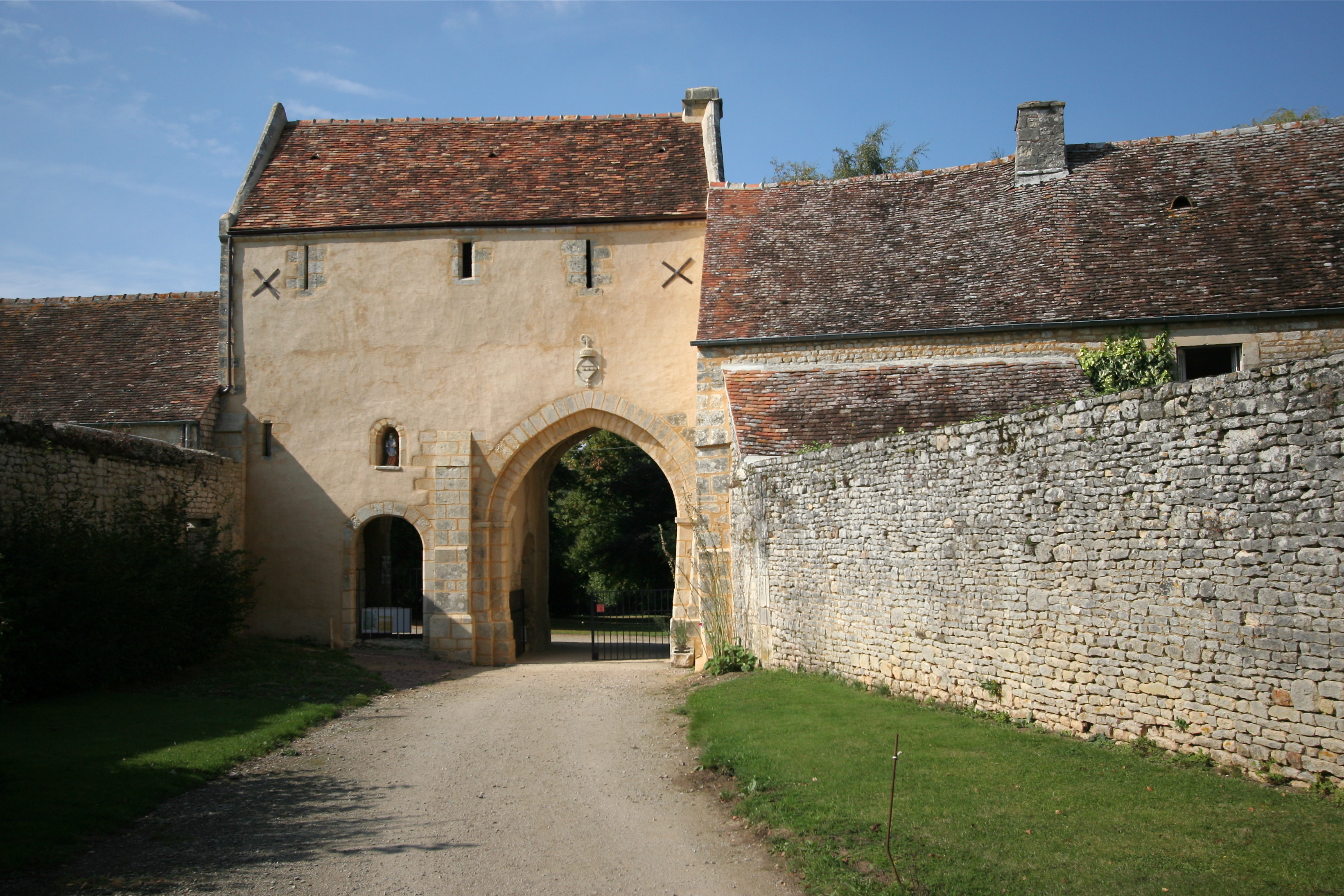
Portalbau der Klostermauer

Die Zisterzienserinnenabtei Villers-Canivet war von 1127 bis 1792 ein Kloster der Zisterzienserinnen in Villers-Canivet, Département Calvados in Frankreich.

## Geschichte
Kloster Savigny gründete 1127 nordwestlich Falaise in Villers-Canivet ein Nonnenpriorat, das 1147 zusammen mit dem Mutterkloster zisterziensisch wurde. Das Kloster, das zum Bistum Sées gehörte, erhielt Zuwendungen und Protektionen von Roger de Montbray (1118–1188), Johann Ohneland, Philipp August, Ludwig dem Heiligen und Philipp dem Schönen. Nachdem es 1572 auf sieben Nonnen zusammengeschrumpft war, kam es zu einem Neuaufschwung und 1630 zur Gründung des Tochterklosters Torigny. Das Kloster, das inzwischen 36 Chornonnen aufwies, wurde 1681 zur königlichen Abtei erhoben (Abbaye Sainte-Marie aux Dames). Ab 1739 betrieb die Äbtissin Marie-Louise de Fransure den Neubau aller Gebäude außer der Kirche. Doch kam es 1792, kurz vor der Vollendung der Bauten, durch die Französische Revolution zur Auflösung des Klosters und zum Abbau der meisten Gebäude. Unter den wenigen Überresten (seit 1976 in Restaurierung, seit 1994 unter Denkmalschutz) ragt der Portalbau heraus, sowie die fast vollständig erhaltene Klostermauer. Das sieben Hektar große Parkgelände umfasst einen Weiher.

### Handbuchliteratur
- Gallia Christiana, Bd. 11, Spalte 752–754 (mit Oberinnenliste).
- Laurent Henri Cottineau: Répertoire topo-bibliographique des abbayes et prieurés. Bd. 2. Protat, Mâcon 1939–1970. Nachdruck: Brepols, Turnhout 1995. Spalte 3398.
- Bernard Peugniez: Le Guide Routier de l’Europe Cistercienne. Editions du Signe, Straßburg 2012, S. 252–253.
- Gereon Christoph Maria Becking: Zisterzienserklöster in Europa. Kartensammlung, Lukas Verlag Berlin 2000, ISBN 3-931836-44-4, Blatt 52 D.
- Philippe Méry: Abbayes, prieurés et couvents de France. Editions du Crapaud, La Roche-sur-Yon 2013, S. 366.
- Sites cisterciens d’Europe. Cistercian Sites in Europe. Charte Européenne des Abbayes et Sites Cisterciens, Antwerpen 2012, S. 129.